# Ophrys epidavrensis
Ophrys epidavrensis là một loài thực vật có hoa trong họ Lan. Loài này được G.Eberle mô tả khoa học đầu tiên năm 1966.